# 마전과
마전과(馬錢科, 학명: Loganiaceae 로가니아케아이[*])는 용담목의 과이다.
열대와 아열대에 약 22속 550여 종, 한국에는 2속 3종이 있다.
초본, 관목 또는 교목이다. 잎은 마주나며 드물게 어긋난다. 가장자리는 밋밋하거나 톱니가 있고, 홑잎, 턱잎이 있다. 꽃은 취산꽃차례, 원추꽃차례 모양이다. 양성화, 방사상칭, 4-5수성이다. 꽃받침 조각은 겹치지 않고 맞닿아 배열하고 간혹 꽃눈 속에서 기와 모양으로 배열된다. 화관통은 4-10갈래, 갈래는 눈 속에서 뒤틀리거나 기와 모양 또는 겹치지 않고 맞닿게 배열한다. 수술은 화관통에 붙고, 꽃 갈래와 같은 수이거나 한 개이다. 열매는 삭과, 장과, 핵과, 배는 곧고, 배유는 다육질 또는 골질이다.

## 하위 분류
| 마전족(Loganieae Endl.) - 마전속(Logania R.Br.) - 벼룩아재비속(Mitrasacme Labill.) - Adelphacme K.L.Gibbons, B.J.Conn & Henwood - Geniostoma J.R.Forst. & G.Forst. - Mitreola L. | 스트리크노스족(Strychneae Dumort.) - 영주치자속(Gardneria Wall.) - Neuburgia Blume - Strychnos L. | 스피겔리아족(Spigelieae Dumort.) - Orianthera C.S.P.Foster & B.J.Conn - Phyllangium Dunlop - Schizacme Dunlop - Spigelia L. | 안토니아족(Antonieae Endl.) - Antonia Pohl - Bonyunia R.H.Schomb. ex Progel - Norrisia Gardner - Usteria Willd. |